# 712
Cette page concerne l'année 712  du calendrier julien. Pour l'année 712 av. J.-C., voir 712 av. J.-C.
L'année 712 est une année bissextile qui commence un vendredi.

## Événements

### Asie
- 28 janvier : fin de la rédaction du Kojiki (Récits des choses anciennes), le plus ancien livre connu relatant l'histoire mythique du Japon[1].
- 20 juin : bataille de Raor[2]. 
  - Les Arabes envahissent le Sind (711). Une forte armée, dirigée par Muhammad ben al-Qasim, marche jusqu’à Debal, près de l’actuelle Karachi où elle fait sa jonction avec une flotte. La victoire est acquise grâce à une catapulte. Le roi Brahmane du Sind, Raja Dâhir, est vaincu et tué à la bataille de Raor.
  - Raja Dâhir est le fils d’un usurpateur, le brahmane Chach, qui avait mis fin à la domination bouddhiste au Sind.
- 8 septembre : l'empereur de Chine Ruizong abdique en faveur de son fils Li Long-ki qui prend le nom de Xuanzong (fin de règne en 756)[3]. Xuanzong, après avoir éliminé l'impératrice Wei (en) et son clan, réorganise les finances et le recensement. La Chine des Tang connaît son âge d'or durant son règne : il fait réparer les canaux, construire d’énormes silos, et organise militairement les frontières. Le commerce et la littérature prospèrent.

- Prise de Samarkand par les Arabes de Qutayba ben Muslim. Occupation du Khârezm. Les Turcs T’ou-kiue interviennent. Ils occupent la Sogdiane, sauf Samarkand avant d'être chassés en 713. Les Arabes atteignent Tachkent et le Ferghâna (712-714) dont le roi fuit à Kachgar et implore l’aide des Chinois[4].
- Le basileus Philippikos Bardanès transfère des Arméniens à Mélitène (actuelle Malatya, en Turquie)[5].

### Europe
- Mars : le duc d'Asti Ansprand vainc le roi des Lombards Aripert II et le remplace[6].
- 11 juin : début du règne de Liutprand, roi des Lombards (fin en 744)[7].
- Juin : le gouverneur du Maghreb, Musa ben Nusayr arrive en renfort en Espagne avec 18 000 hommes. Débarqué à Algésiras, il prend Medina-Sidonia, Carmona et Séville puis met le siège devant Mérida qui résiste jusqu'au 30 juillet 713[8].

- Fin de la guerre de Pépin de Herstal contre les Alamans[9].
- Les Bulgares sont devant Constantinople. Ils ravagent la Thrace[10].

## Naissances en 712
- Chrodegang de Metz, évêque.

## Décès en 712
- Alî Zayn, petit-fils de `Ali (vers 712-713[11]).
- 10 ou 11 juin : Ansprand, roi lombard d'Italie[7].